# Couvent des Madelonnettes (Paris)
Les Madelonnettes est l’appellation courante de l'ordre des filles de Marie-Madeleine (ou des religieuses de l'ordre de la Madeleine), censés accueillir et aider les anciennes prostituées ou des « victimes de la séduction qui avaient fait un retour sur elles-mêmes ». Il a compté plusieurs établissements en France et en Europe, dont un des plus connus est celui de Paris, fondé au début du XVIIe siècle.
Rapidement détourné de son projet initial, le couvent est dans les faits une maison de correction et un lieu d’enfermement arbitraire pour femmes jusqu’en 1790. On y enferme des prisonniers politiques à la Révolution française, entre 1793 et 1794, puis à nouveau des femmes après 1795. Entre 1831 et 1836, les Madelonnettes sont une prison pour enfants, avant de devenir une prison pour adultes et enfants. L’ensemble des bâtiments sera détruit, entre 1865-1866, lors du percement de la rue de Turbigo.
L'actuel lycée Turgot est, en partie, sur son emplacement, dans le 3e arrondissement de Paris.

## Localisation
Son entrée était située au no 14 ou au no 16 de la rue des Fontaines-du-Temple, bien que certains documents de la Bibliothèque historique de la ville de Paris indiquent le no 12. D'autres bâtiments, sans doute dans son enceinte, sont aussi mentionnés dans la même rue, dont en 1852 une chapelle « de la maison de détention », au no 14.
Aujourd'hui, le couvent des Madelonnettes serait situé dans un quadrilatère compris entre la rue des Fontaines-du-Temple, la rue Volta et la rue du Vertbois.
De manière incertaine, sa limite Est serait matérialisée par l'actuelle rue Sainte-Élisabeth (ouverte en 1807), voire encore plus à l'Ouest dans l'axe du mur mitoyen entre les numéros 10 et 12. Un pan de mur, avec une plaque commémorative, est pourtant placé à l'Est de cette rue, entre les numéros 6 et 8 de la rue des Fontaines-du-Temple. Ce vestige pourrait toutefois correspondre au mur d'une maison annexe de l'ancien couvent.

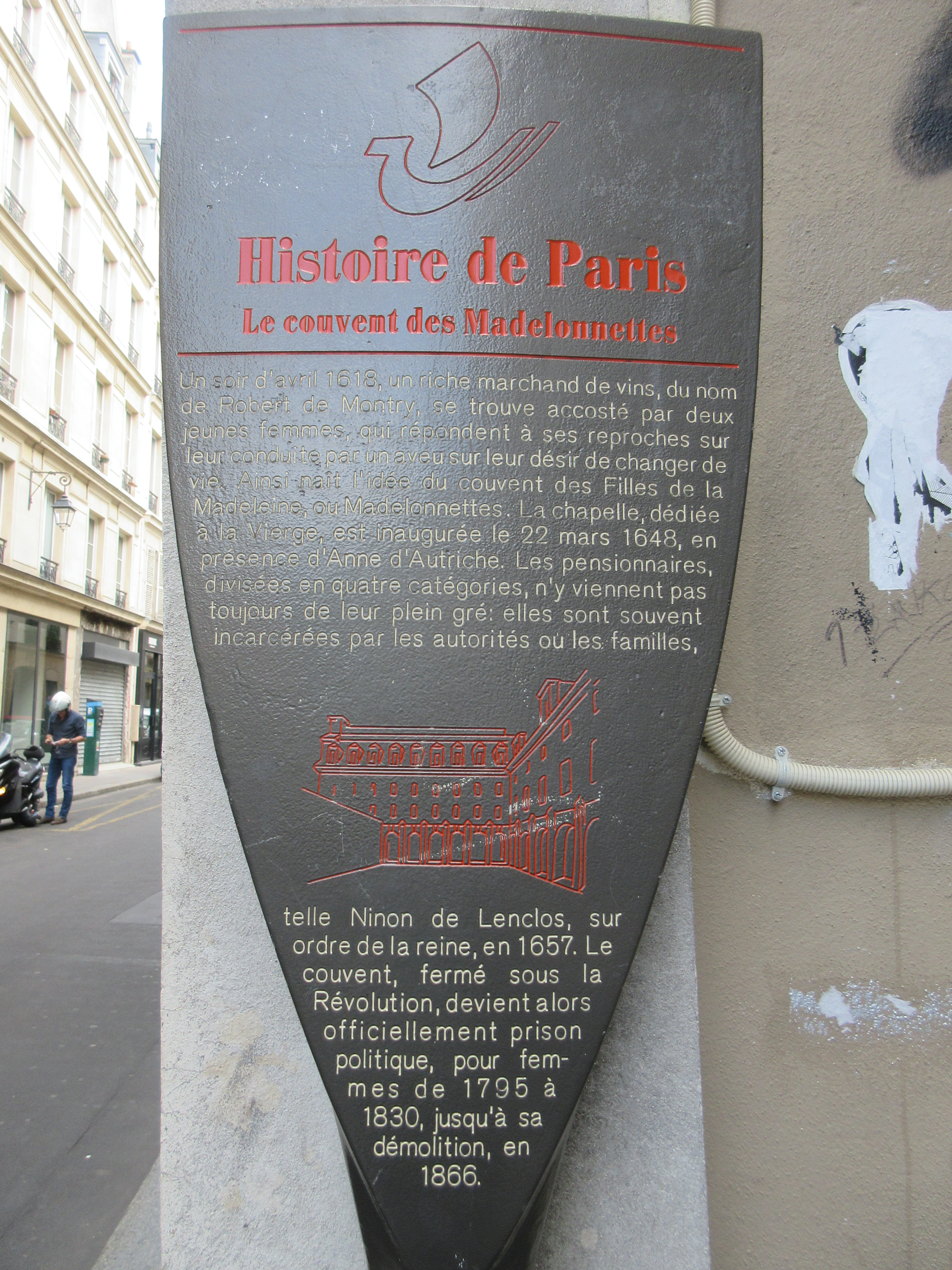
Panneau Histoire de Paris « Couvent des Madelonnettes »
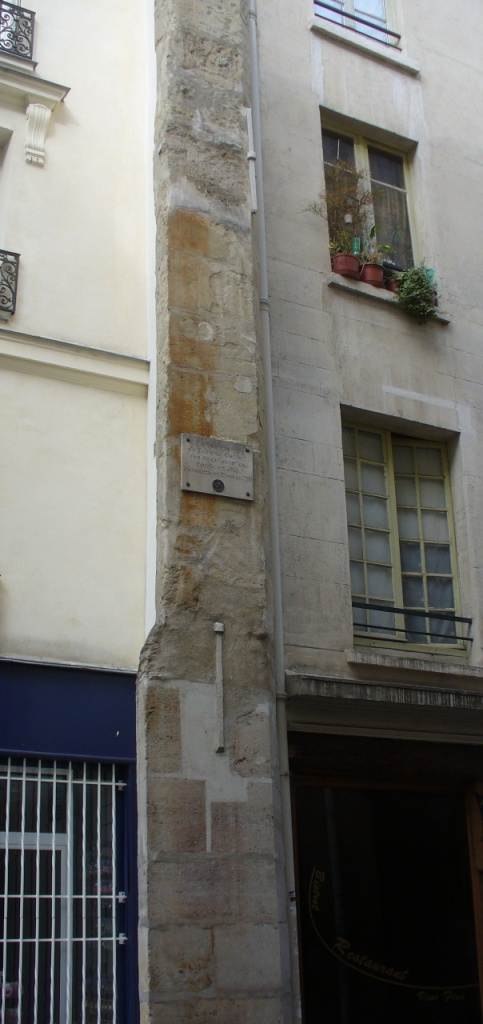
Vestiges (pan de mur) visibles entre les numéros 6 et 8.
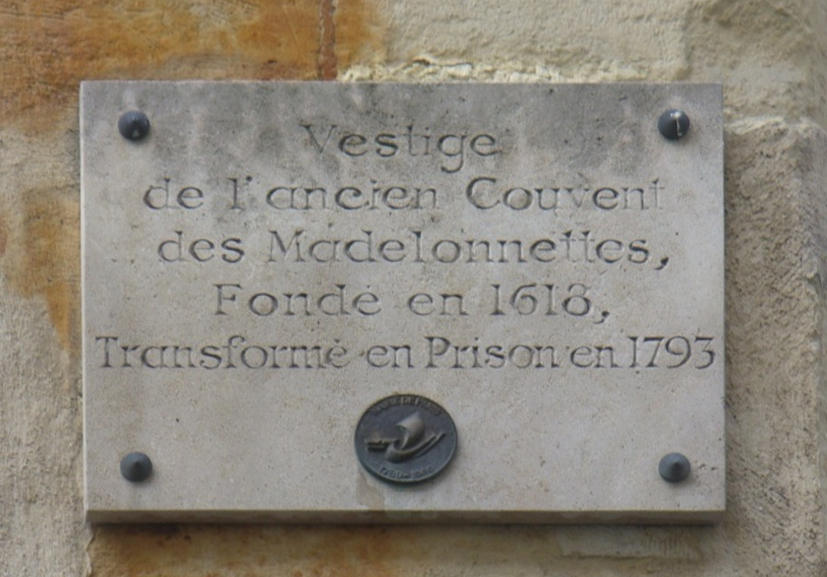
Plaque commémorative, rue des Fontaines-du-Temple.

## L'origine
Son origine remonte à 1618, quand un riche marchand de vin, Robert de Montry, ayant tenté de faire la morale à des prostituées qui l'avaient interpellé, décida finalement de les remettre sur le droit chemin en les hébergeant chez lui près du carrefour de la Croix-Rouge.
Avec l'aide du curé Jean Dupont de Saint-Nicolas-des-Champs, du père capucin Athanase Molé et d'un officier des gardes du corps du roi, le sieur de Fresne (par ailleurs ami de saint Vincent de Paul), il entreprit d'étendre son œuvre charitable à d'autres prostituées.
Rapidement dépassés par leur succès, ils louèrent dans un premier temps des chambres dans le faubourg Saint-Honoré, puis Robert de Montry prêta une maison qu'il possédait dans le quartier de la Croix-Rouge. Une chapelle y fut improvisée, desservie par les bénédictines de Saint-Germain-des-Prés:131.

## La fondation

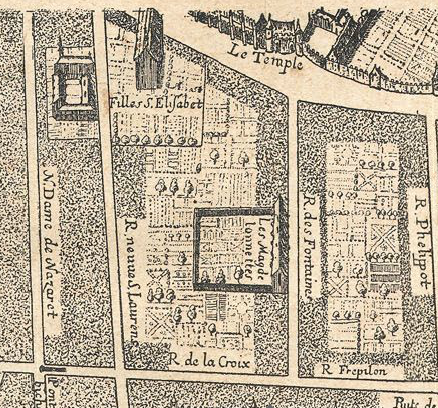
Rue des Fontaines, détail du plan de Gomboust de 1652.

L'idée de la création d'un véritable couvent ayant fait son chemin, on fit appel au patronage de saint Vincent de Paul et à la générosité de la marquise de Maignelay (née Claude-Marguerite de Gondi, sœur de Jean-François de Gondi, archevêque de Paris) qui acquit, le 16 juillet 1620, du sieur Dubuisson une propriété située rue des Fontaines, entre l’abbaye Saint-Martin-des-Champs et l’enclos du Temple, et leur légua 101 600 livres sur son héritage.
En 1625, Louis XIII leur accorda 3 000 livres de rentes. Une constitution leur fut accordée par le pape Urbain VIII, en 1631. La plupart des bâtiments furent construits en 1637, une première chapelle fut inaugurée par Anne d'Autriche, le 22 mars 1648, puis une église fut érigée à partir de 1680 et dédiée le 2 septembre 1685:131.

## Du couvent au lieu d'enfermement
« Ainsi cette noble idée d'un obscur marchand de vins qui n'avait voulu qu'offrir asile au repentir et espérance à la femme déchue, fut indignement travestie, et la main des prêtres et des rois tirant chacune de son côté, ne fit qu'un cloître et qu'une prison d'état d'une œuvre de bienfaisance humaine et de charité chrétienne. »

— Auguste Maquet et Jules-Édouard Alboize de Pujol
Du généreux rassemblement de pécheresses choisissant librement le chemin de la rédemption, on évolua insidieusement vers un établissement plus classique où l'on enfermait sur ordre du roi, des juges, ou simplement à la demande de leur famille, toute femme ou fille soupçonnée d'inconduite ; l’exemple le plus célèbre est celui de la courtisane Ninon de Lenclos, emprisonnée aux Madelonnettes en 1657 à la demande de la reine-mère, parce qu’elle « dogmatisait sur la religion ». Selon Tallemant des Réaux, elle n'y resta guère longtemps tant fut forte la pression de ses galants qui s'attroupèrent autour du couvent pour réclamer sa libération. Nombre des détenues étaient issues de familles aisées qui payaient d'ailleurs une forte pension.
Il fallut donc muscler l'encadrement, qui fut confié successivement :
- en 1629, à 4 sœurs de la Visitation de Saint-Antoine ;
- en 1677 aux Ursulines ;
- et finalement en 1720, aux religieuses de Saint-Michel, réputées pour leur poigne.

On compte alors 165 pensionnaires, organisées en 3 catégories :
- les sœurs de Sainte Madeleine proprement dites, ayant prononcé leurs vœux solennels, en habit blanc[17] ;
- les sœurs de Sainte Marthe, ayant prononcé des vœux simples, en habit gris. Elles pouvaient accéder à l'ordre de Sainte Madeleine après 2 ans de noviciat ;
- les sœurs de Saint Lazare, n'ayant prononcé aucun vœu et généralement retenues contre leur gré, en habit séculier mais le visage dissimulé derrière un voile de taffetas noir.

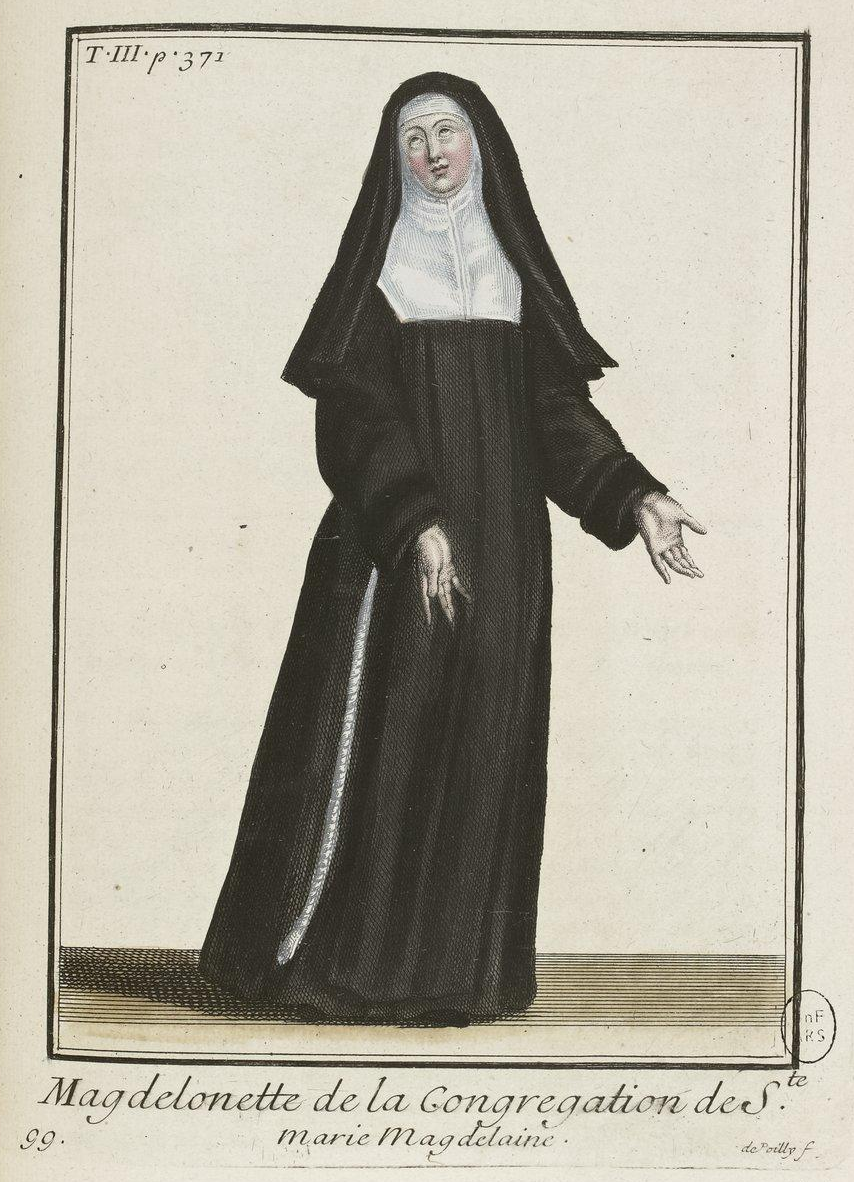
Magdelonette de la congrégation de Sainte-Marie-Magdelaine (1715).
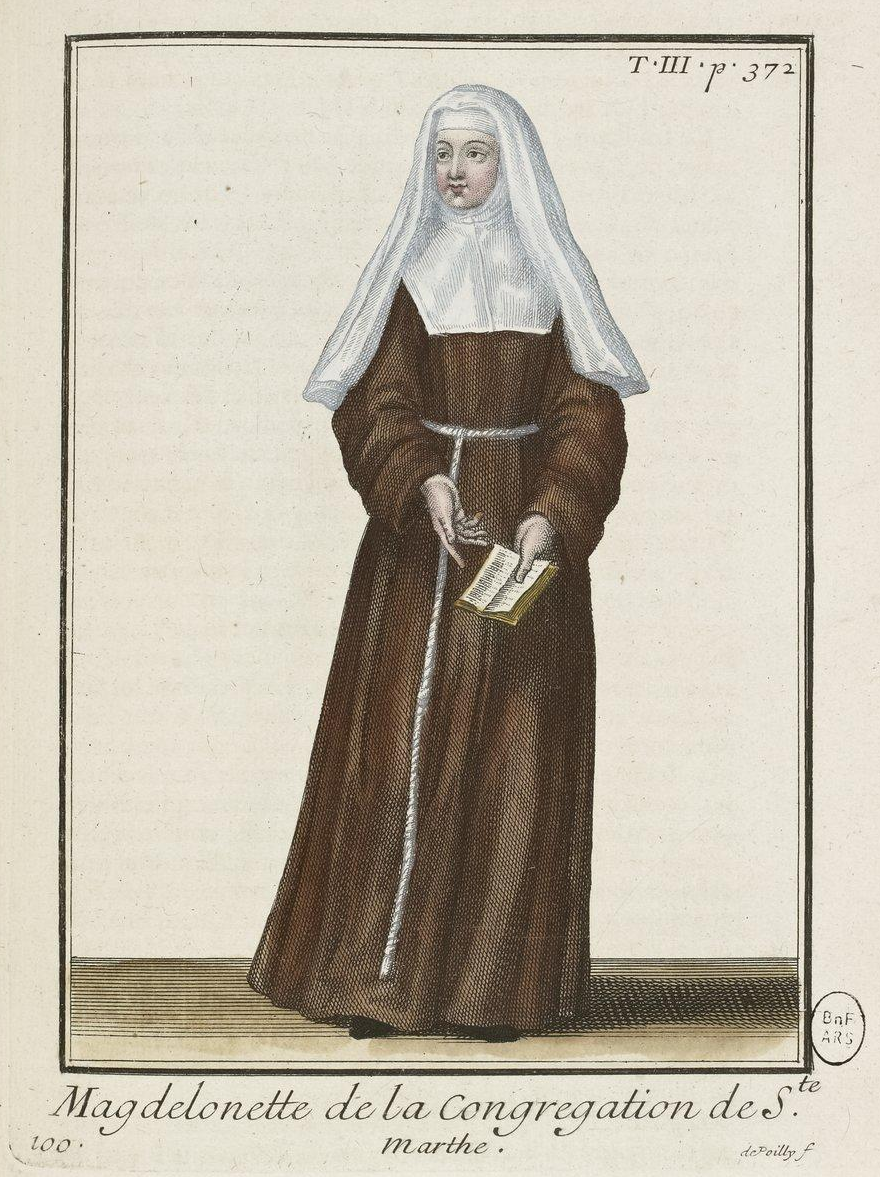
Magdelonette de la congrégation de Sainte-Marthe (1715).

Elles étaient réparties dans trois bâtiments distincts.
À la suite du décret de l'Assemblée Nationale du 13 février 1790 abolissant les ordres religieux, un dernier inventaire des biens et des revenus fut effectué le 17 mars de la même année. Les religieuses ne furent que très progressivement dispersées puisqu'une supérieure et une économe furent encore nommées, le 21 mars 1791.

« [En 1790] la très grande majorité [des religieuses contemplatives], dans certaines maisons l'unanimité même, se prononça pour la fidélité, sauf les Madelonnettes, couvent de repenties où sur 38 Madeleines, 35 optèrent pour la liberté. »

— Jean Leflon, d'après Jean Boussoulade, 1964, p. 149.

## La prison

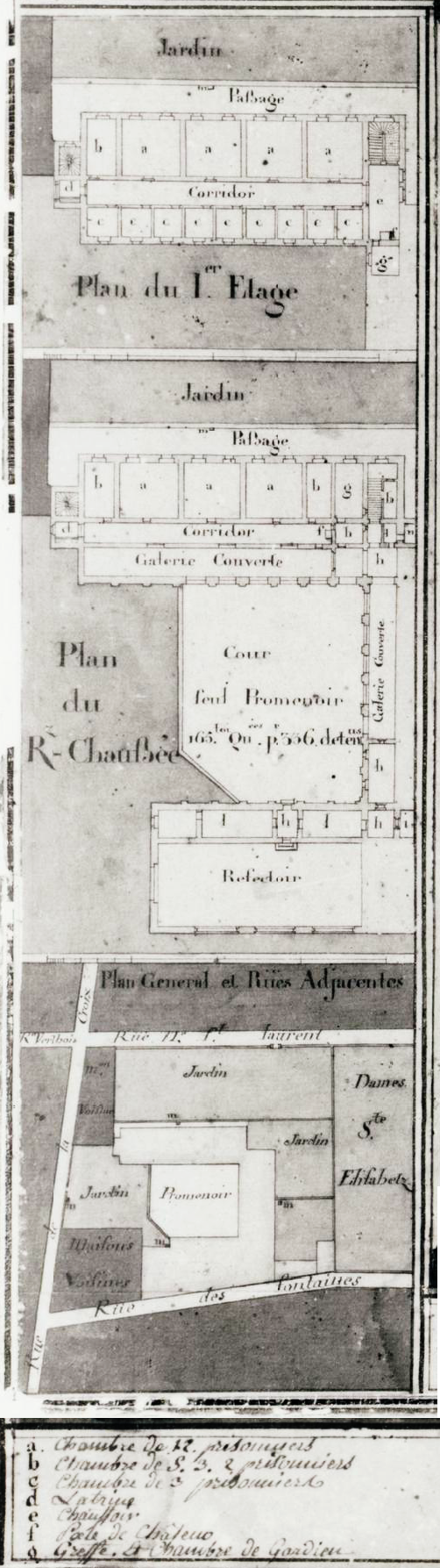
Plan de la Maison des Magdelonnettes. Détail de Jean-Prosper Mariaval (1740-1821), L'artiste dans sa prison, 1795 (Musée Carnavalet).

Le couvent des Madelonnettes est fermé en 1790, puis, devenu propriété nationale, transformé en prison en 1793.
En 1793, face à la recrudescence des emprisonnements, les bâtiments devinrent un lieu de détention pour hommes détenus politiques et de droit commun. Les premiers prisonniers furent incarcérés le 4 avril, sous la direction du commissaire Marino et du concierge Vaubertrand. Le rythme s'accéléra à partir de mai (jusqu'à 47 par jour) conduisant à la surpopulation de cet établissement initialement prévu pour abriter 200 personnes, et qui en compte jusqu'à 319 (le 27 messidor).
S'y mêlaient les droits communs, surnommés les « pailleux », détenus au rez-de-chaussée, et des personnes de diverses origines généralement écrouées comme « suspects ».
Le ton était celui de la bonne société, on improvisait des poèmes, on chantait, on faisait de la musique ou de la gymnastique, sous l'œil de la gardienne, qui tricotait. Malgré tout, le régime y était pénible en raison de l'insalubrité et de l'exigüité des lieux. Le commissaire Marino interdisait toute sortie dans la cour sous prétexte que la détention n'était que provisoire, dans l'attente d'un transfert vers d'autres lieux. La promiscuité favorisait le développement de maladies infectieuses dont la petite vérole qui fit plusieurs victimes. Fin décembre 1793, les détenus politiques furent répartis dans les prisons de Port-Libre, de Picpus, de Saint-Lazare etc. et les détenus de droit commun furent envoyés à Bicêtre.
Rendue à sa première destination début 1794, elle devint une prison pour femmes détenues pour crimes, délits ou dettes et pour jeunes filles enfermées par voie de correction paternelle. En avril 1828, les filles publiques de la Petite Force y furent transférées, suivies en 1831 par les détenues de Sainte-Pélagie.
En 1836, toutes les détenues furent transférées à la Petite Roquette et les Madelonnettes devinrent une maison d’arrêt pour hommes, succursale de La Force. En 1848, bon nombre d’hommes politiques y firent un séjour:45. La prison a été démolie en 1868 et remplacée par celle de la Santé.

### Les prisonniers auXIXesiècle
Peu à peu vidées de ses prisonniers après les événements de Thermidor, les Madelonnettes rouvrirent comme prison pour femmes en 1795 (en tant qu'annexe de la prison Saint Lazare) jusqu'en avril 1831. Pour illustrer le nombre et la diversité des causes de détention, voici deux états des lieux :
- en 1818

1. Femmes en état de prévention : 80
2. Femmes prisonnières pour dettes : 8
3. Condamnées à la réclusion : 183
4. Jeunes filles par correction maritale ou paternelle : 8

- le 14 septembre 1829 (à la suite d'un transfert en 1828 des détenues de la Petite Force)

1. Condamnées aux travaux forcés à perpétuité : 3
2. À la réclusion : 1
3. Condamnées en correctionnelle : 20
4. Femmes publiques détenues administrativement : 535

soit un total de 589, de 13 à 60 ans dont une majorité entre 20 et 30 ans.
Pour ne pas gâcher une telle force de travail, on créa alors des ateliers ; 219 d'entre elles furent affectées aux travaux du linge, des cardes ou de la gomme, tandis que 86 restaient inoccupées, 86 à l'infirmerie des syphilitiques, 54 à celle des fiévreuses et 11 à celle des galeuses.
De telles conditions de détention en menèrent plus d'une au suicide, comme l'illustre une gravure d'un ouvrage de médecine consacré à cette matière.
Les bâtiments furent à nouveau vidés de leurs prisonnières à la suite de la révolution de 1830, et transformés en prison pour enfants du 8 août 1831 jusqu'au 11 septembre 1836, à l'ouverture de la prison spécialisée de la Petite Roquette (on comptait 300 enfants détenus en 1833).
Temporairement succursale de La Force, la prison devint à partir du 1er janvier 1838 une maison d'arrêt (c'est-à-dire lieu de détention provisoire) pour adultes et enfants, répartis à partir de 1842 en 8 catégories, selon leur âge et la gravité de leurs crimes. Les bâtiments furent aménagés pour isoler les groupes les uns des autres. La tradition des ateliers se perpétua (tailleurs, chaussonniers, cordonniers, serruriers, ébénistes, semeleurs et… fabrication de baleines pour corsets). Autre tradition, la croissance de la population carcérale fut vertigineuse : de 240 en 1842 à 442 en 1845:174.

## La démolition

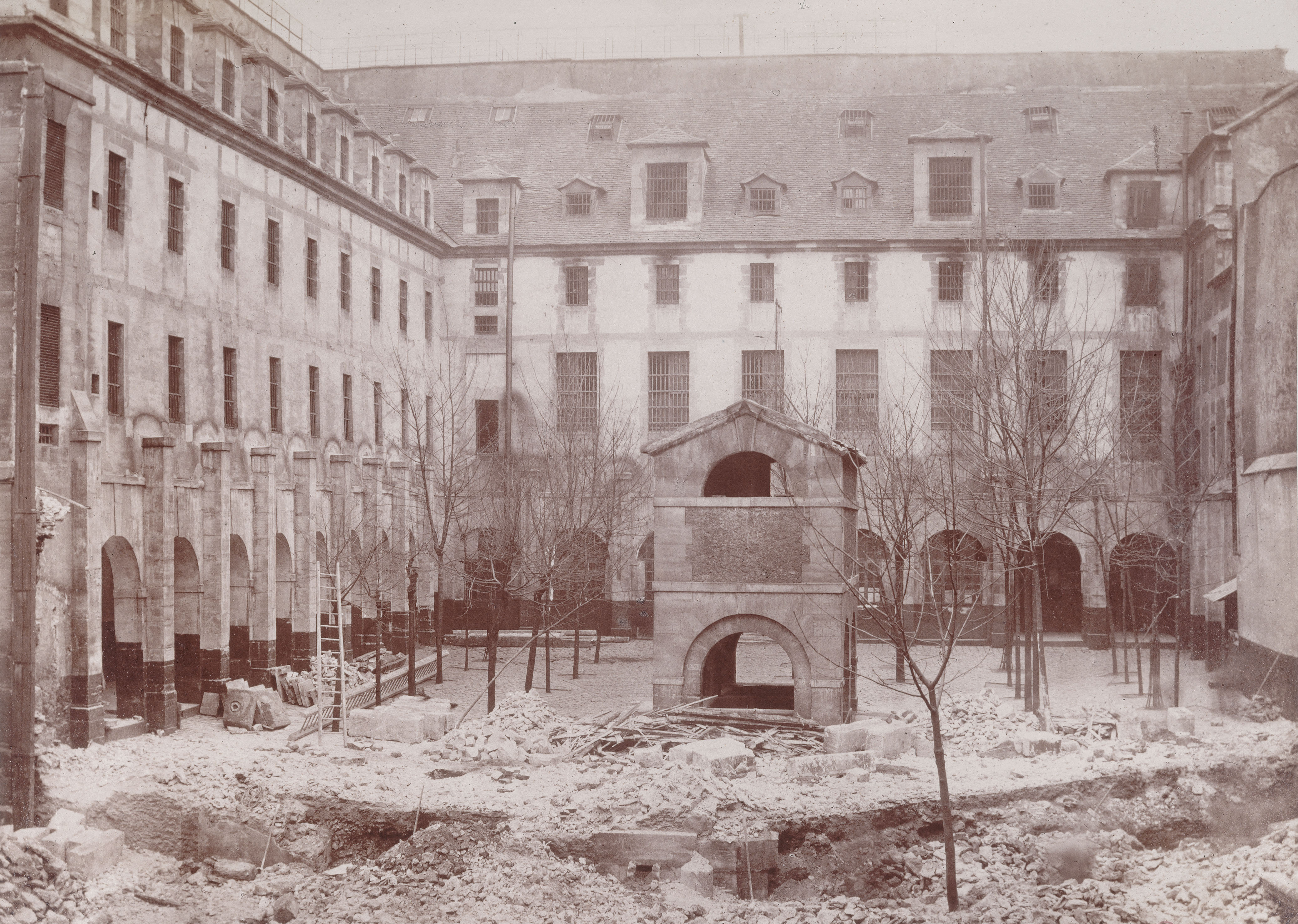
Démolition de la prison des Madelonnettes, vers 1865. Photographie de Charles Marville (Musée Carnavalet).

Les bâtiments furent détruits sous Haussmann en 1865-1866, lors du percement de la rue de Turbigo. L'actuel lycée Turgot occupe une partie de leurs emplacements.

### Détenus célèbres
Parmi les « suspects », on peut citer :
- 13 acteurs (les actrices furent enfermées à Sainte-Pélagie) du Théâtre-Français restés fidèles à la monarchie, arrêtés dans la nuit du 2 septembre 1793 à la suite de la représentation d'une pièce, de Nicolas-Louis François de Neufchâteau, jugée séditieuse Pamela dont :
  - l’acteur Fleury
  - l’acteur Dazincourt
  - François Molé
  - Charlotte Vanhove
  - l’acteur Saint-Prix
  - l’acteur Saint-Fal
- des administrateurs de l'Ancien Régime :
  - Louis Thiroux de Crosne (dernier lieutenant de police),
  - Anne Gabriel de Boulainvilliers ; dernier prévôt de Paris,
  - Jean-Frédéric de La Tour du Pin Gouvernet, ministre de la Guerre en 1781,
  - l'abbé Jean-Jacques Barthélemy, de l'Académie française,
  - Poisson de La Chabeaussière, ancien directeur de l’Opéra de Paris,
  - le général Arthur Dillon,
  - le général René Joseph de Lanoue,
  - Jean-Baptiste de Machault d'Arnouville (ancien ministre qui y mourut à 93 ans),
  - Charles-Pierre Claret de Fleurieu (ancien ministre de la marine),
  - Angrand d’Alleray, lieutenant civil au Grand Châtelet, 78 ans, guillotiné,
  - le colonel de cavalerie Sabran,
  - Jean-Barthélémy Le Couteulx de Canteleu, ex député des états généraux,
  - Saint Priest, frère de l’ex-ministre de l’intérieur de 1789,
- des révolutionnaires comme Jean-François Varlet,
- le marquis de Sade,
- le poète Chamfort : emprisonné une première fois, puis libéré, il tenta de se suicider lors de sa deuxième arrestation et mourut de ses blessures,
- Nicolas Appert en 1794.

## Les Madelonnettes dans la littérature
Les Madelonnettes sont évoquées dans diverses œuvres de fiction, parmi lesquelles :
- Scènes de la vie d'une courtisane d’Honoré de Balzac ;
- Le Chevalier de Maison Rouge d'Alexandre Dumas ;
- Les Misérables de Victor Hugo ;
- L'Enfant léopard de Daniel Picouly (Prix Renaudot 1999).

Honoré de Balzac écrit dans son roman Splendeurs et misères des courtisanes à propos du personnage Asie : « Perverse comme toutes les Madelonnettes ensemble, elle pouvait avoir volé ses parents et frôlé les bancs de la Police correctionnelle ».